# الهيئة العامة لمشروعات الشراكة بين القطاعين العام والخاص
الهيئة العامة لمشروعات الشراكة بين القطاعين العام والخاص، هيئة حكومية كويتية تُعنى بالتعاون والتنسيق مع الجهات العامة لتنفيذ مشروعات الشراكة بين القطاعين العام والخاص في دولة الكويت، وهي ملحقة بوزير المالية ولها مدير عام يرأسها ويمثلها. تأسست الهيئة في 25 رمضان 1435 هـ الموافق 23 يوليو 2014 بمرسوم قانون رقم 116 لسنة 2014 صدر بقصر السيف، بأمر من أمير الكويت - آنذاك - الشيخ صباح الأحمد الجابر الصباح.